# Андрюхин, Николай Петрович
Никола́й Петро́вич Андрю́хин (1922 — после 1985) — советский мастер-электрик, лауреат Ленинской премии 1962 года.

## Биография
Родился в 1922 году в селе Ваново Моршанского района Тамбовской области. В 1941—1946 годах служил в РККА, участвовал в Великой Отечественной войне. В 1946—1951 годах электрик на Рязанском заводе керамических труб.
С 1951 года работал на Закавказском металлургическом заводе (г. Рустави). После окончания заводской школы мастеров (1955) — старший мастер цеха.
Умер не ранее 1985 года.

## Награды и премии
- Ленинская премия 1962 года — за участие в механизации и автоматизации трубопрокатного агрегата «400»;
- Орден Отечественной войны II степени (1985 год).